# Eleição legislativa da França em 1958

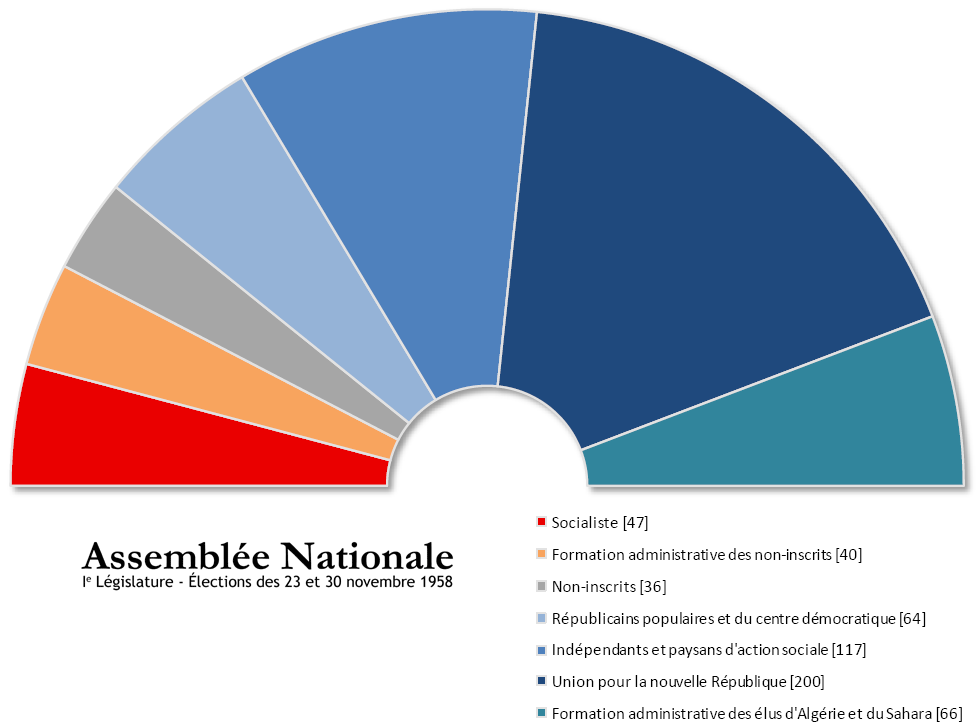
Composição da Assembleia Nacional da França para o mandato 1958-1962

As eleições legislativas da França foram realizadas a 23 de Novembro e 30 de Novembro de 1958 e, serviram para eleger os 546 deputados da Assembleia Nacional.
Estas foram as primeiras eleições após a chegada ao poder de Charles de Gaulle, na sequência da Crise de Maio em 1958, e, também, após a aprovação da nova constituição em Setembro de 1958, por, cerca de, 80% do eleitorado francês. Isto tudo deu origem à V República.
Uma das situações criadas pela nova constituição, foi a instituição de eleições legislativas em duas voltas, algo que, tinha como finalidade, enfraquecer o poder parlamentar e reforçar o poder presidencialista, como pretendido por De Gaulle.
Os resultados eleitorais deram uma enorme aos partidos a favor da nova república, com especial destaque para o partido gaullista, a União para a Nova República, que conseguiu 189 dos 576 deputados. Os partidos pró-V República conseguiram, cerca de, 78% dos votos e 534 deputados, uma enorme vitória da estratégia de De Gaulle.
O Partido Comunista Francês, o único partido que se opôs à nova república, conseguiu, na primeira volta das eleições, ser o partido, individualmente, mais votado, mas, no final, ficou-se pelos 10 deputados, muito graças, ao sistema de duas voltas.
Após as eleições, o gaullista Michel Debré tornou-se primeiro-ministro e, De Gaulle foi eleito presidente, em Dezembro de 1958.

## Resultados oficiais
| Partido                 | Partido                                        | Partido                       | 1ª Volta       | 1ª Volta        | 2ª Volta       | 2ª Volta        | Deputados |
| Partido                 | Partido                                        | Partido                       | Votos          | %               | Votos          | %               | Deputados |
| ----------------------- | ---------------------------------------------- | ----------------------------- | -------------- | --------------- | -------------- | --------------- | --------- |
|                         |                                                | União para a Nova República   | 3 603 958      | 17,60 / 100,00  | 5 249 746      | 28,20 / 100,00  | 189 / 546 |
|                         | Secção Francesa da Internacional Operária      | 3 167 354                     | 15,50 / 100,00 | 2 574 606       | 13,80 / 100,00 | 40 / 546        |           |
|                         | Centro Nacional dos Independentes e Camponeses | 2 815 176                     | 13,70 / 100,00 | 2 869 173       | 15,40 / 100,00 | 132 / 546       |           |
|                         | Independentes de Direita                       | 2 445 751                     | 11,90 / 100,00 | 1 365 877       | 7,30 / 100,00  | 81 / 546        |           |
|                         | Movimento Republicano Popular                  | 1 858 380                     | 9,10 / 100,00  | 1 370 246       | 7,40 / 100,00  | 57 / 546        |           |
|                         | Partido Radical                                | 1 700 070                     | 8,30 / 100,00  | 1 059 301       | 5,60 / 100,00  | 35 / 546        |           |
| Maioria Presidencial    | Maioria Presidencial                           | Maioria Presidencial          | 15 590 689     | 76,10 / 100,00  | 14 488 949     | 77,70 / 100,00  | 534 / 546 |
|                         | Partido Comunista Francês                      | Partido Comunista Francês     | 3 882 204      | 18,90 / 100,00  | 3 833 418      | 20,60 / 100,00  | 10 / 546  |
|                         | Extrema-direita                                | Extrema-direita               | 669 518        | 3,30 / 100,00   | 172 361        | 0,90 / 100,00   | 0 / 546   |
|                         | União das Forças Democráticas                  | União das Forças Democráticas | 347 298        | 1,70 / 100,00   | 146 016        | 0,70 / 100,00   | 2 / 546   |
| Votos Inválidos         | Votos Inválidos                                | Votos Inválidos               | 534 175        | 2,54 / 100,00   | 450 222        | 2,35 / 100,00   |           |
| Total                   | Total                                          | Total                         | 21 026 542     | 100,00 / 100,00 | 19 149 670     | 100,00 / 100,00 | 546 / 546 |
| Eleitorado/Participação | Eleitorado/Participação                        | Eleitorado/Participação       | 27 244 992     | 77,18 / 100,00  | 25 090 237     | 76,32 / 100,00  |           |